# The Riddle-Master of Hed
The Riddle-Master of Hed (cu sensul de Stăpânul Ghicitorilor din Hed) este un roman fantastic al scriitoarei americane Patricia A. McKillip și prima carte a trilogiei sale Riddle Master. Romanul și trilogia folosesc teme din mitologia celtică. A apărut prima dată în 1976 la editura Atheneum cu o copertă de  Michael Mariano.

## Cadru
Într-o lume fantastică, conducătorul fiecărei țări are o conștiință mistică a pământului. Prea Înaltul (High One) este cel mai rar văzut și conduce asupra tuturor. Ghicitorile, de obicei întrebări despre părți obscure ale cunoștințelor, apar în mod semnificativ în roman, precum și magia de schimbare a formei.

## Rezumat
Stăpânul Ghicitorilor titular este Morgon, Prințul din Hed, o insulă mică și simplă populată de fermieri și crescători de porci. Prințul, în mod inexplicabil, are trei stele pe frunte.
Sora lui Morgon, Tristan, descoperă că are o coroană ascunsă sub pat. El îi explică că a câștigat-o la un joc de ghicitori cu fantoma regelui blestemat Peven din Aum. Când Deth, harpistul Prea Înaltului, află acest lucru, explică că un alt rege, Mathom din An, a jurat să-și căsătorească fiica sa, Raederle, cu bărbatul care va câștiga coroana respectivă de la fantoma lui Peven.
Însoțit de Deth, Morgon pornește să-și revendice mireasa. Pe drum, nava sa este scufundată de misterioși schimbători de formă. Naufragiat, Morgon își pierde memoria și puterea vorbirii. Deth îl găsește din nou pe Morgon, apoi lui Morgon îi revine memoria și vorbirea. Morgon se hotărăște să călătorească pentru a-l întreba pe Prea Înaltul despre cei care își schimbă forma. Locuința Prea Înaltului, situată în nordul îndepărtat de pe Muntele Erlenstar, este foarte rar vizitată. În timp ce Morgon și Deth călătoresc de-a lungul tărâmului, sunt atacați în mod repetat de cei care își schimbă forma, iar Morgon descoperă lucruri din ce în ce mai periculoase despre cele trei stele ale sale și marile puteri care vin odată cu ele. De asemenea, ajunge să-i cunoască personal pe conducătorii pământului din Ymris, Herun, Osterland și Isig.

## Recepție critică
Romanul a fost votat pe locul 13 de către cititori în sondajul revistei Locus din 1987 numit „Cele mai bune romane fantastice”. Ulterior, a fost votat pe locul 22 în sondajul revistei din 1998 (în lista cărților publicate înainte de 1990).